# Carmen Villalobos
Yorley del Carmen Villalobos Barrios (Barranquilla,  13 de julio de 1983), conocida artísticamente como Carmen Villalobos, es una actriz y modelo colombiana.

## Biografía

### Primeros años: 1999–2009
Su primer papel importante en la televisión, fue a la edad de los 20 años en 2003 en la telenovela, Amor a la plancha. Al año siguiente tuvo una participación en la telenovela Dora, la celadora, por la cual fue nominada a los Premios TVyNovelas (como «mejor actriz de revelación» De allí en adelante le siguieron papeles notables en telenovelas.
Para 2008, obtiene su primer papel protagónico en Telemundo, en la telenovela Sin senos no hay paraíso. En la telenovela interpretó a Catalina Santana —una joven de un barrio de Colombia, que desea operarse los senos para poder triunfar en la vida—. Inicialmente Villalobos estaba contemplada para protagonizar la producción de Caracol Televisión, pero no aceptó debido a que se encontraba grabando La Tormenta. Tiempo después fue citada para participar en el casting para una producción de Telemundo, en el cual duró un mes. Este personaje le sirvió a Villalobos para obtener más reconocimiento a nivel internacional, al ser una producción emitida fuera de su país de origen.

### Progreso en la actuación y roles principales

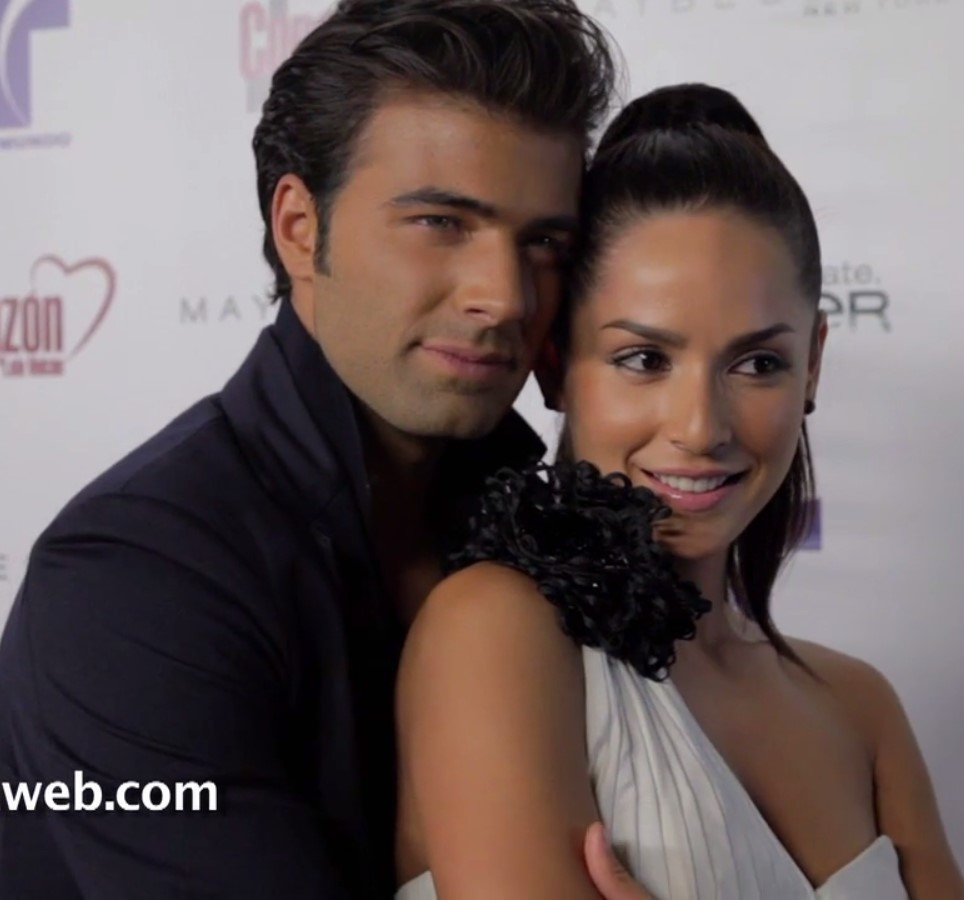
Villalobos junto a Jencarlos Canela en una presentación de Mi corazón insiste en Lola Volcán en 2011.

Después de interpretar a Catalina, obtuvo otro protagónico en el año 2010 para la misma cadena, en la telenovela Niños ricos, pobres padres. En ese mismo año formó parte del elenco principal de Ojo por ojo. En el 2011 protagoniza junto a Jencarlos Canela la telenovela Mi corazón insiste en Lola Volcán, adaptación de la colombiana, Yo amo a Paquita Gallego. Esta fue la primera producción que Villalobos protagonizó en Estados Unidos, y la primera producción en ganar en la categoría como «Mejor telenovela del año» en la primera edición de los Premios Tu Mundo de 2012. En el 2012 protagoniza Made In Cartagena, conocida en su país de origen como Bazurto, junto Miguel de Miguel para Caracol Televisión.
En 2013 se integra al elenco de El Señor de los Cielos, serie televisiva en la cual estuvo durante tres temporadas, y por la cual recibió tres nominaciones en los Premios Tu Mundo. Tras finalizar su participación en El Señor de los Cielos. Villalobos fue invitada a participar en la primera temporada de Sin senos sí hay paraíso, secuela de la que protagonizó en 2008, y que está basada en la novela Sin tetas si hay paraíso. Durante la primera temporada interpretó a Catalina Santana en algunos episodios apareciendo como Flashbacks y cameos. No fue sino hasta el final de la temporada que Villalobos retomó su personaje. A partir de la segunda temporada asume el rol protagónico de la historia, por al menos dos temporadas más, de las cuales la última se convirtió en un «Spin-off», titulado El final del paraíso. Durante este proyecto, se mostró más a fondo que sucedió con Catalina, luego del final de Sin senos no hay paraíso.

### Vida personal
El 18 de octubre de 2019, Villalobos contrajo matrimonio con el actor Sebastián Caicedo. A quien conoció durante las grabaciones de Nadie es eterno en el mundo'.
El 19 de julio del 2022 anunciaron su separación.

## Filmografía
Cine
| Año  | Título                  | Rol          | Notas |
| ---- | ----------------------- | ------------ | ----- |
| 2018 | El fantasma de mi novia | Lupe del Mar |       |

Televisión
| Año           | Título                            | Rol                                                                                        | Notas |
| ------------- | --------------------------------- | ------------------------------------------------------------------------------------------ | --- |
| 1999          | Club 10                           | Abi                                                                                        | Elenco Principal; Telenovela                                                                                      |
| 2003          | Amor a la plancha                 | Ernestina «Nina» Pulido                                                                    | Elenco Principal; Telenovela                                                                                      |
| 2004-2005     | Dora, la celadora                 | Catalina Urdaneta                                                                          | Elenco Principal; Telenovela                                                                                      |
| 2005–2007     | Decisiones                        | ManuelaSaraMargarita LópezDaniela                                                          | Episodio: «Mosca muerta»Episodio: «La descarada»Episodio: «Un lobo vestido de oveja»Episodio: «Reina de la noche» |
| 2005–2006     | La Tormenta                       | Trinidad «Trini» Ayala                                                                     | Elenco Principal; Telenovela                                                                                      |
| 2006–2007     | Amores de mercado                 | Beatriz "Betty" Gutiérrez                                                                  | Elenco Principal; Telenovela                                                                                      |
| 2007          | Nadie es eterno en el mundo       | Karen González                                                                             | Elenco Principal; Telenovela                                                                                      |
| 2008–2009     | Sin senos no hay paraíso          | Catalina Santana                                                                           | Protagonista; Telenovela                                                                                          |
| 2009–2010     | Niños ricos, pobres padres        | Alejandra Paz Ríos                                                                         | Protagonista; Telenovela                                                                                          |
| 2010          | Ojo por ojo                       | Nadia Monsalve de Barragán                                                                 | Protagonista; Telenovela                                                                                          |
| 2011          | Mi corazón insiste en Lola Volcán | María Dolores "Lola" Volcán de Suárez / María Dolores "Lola" Guzmán Volcán "La Salamandra" | Protagonista; Telenovela                                                                                          |
| 2013–2015     | El Señor de los Cielos            | Leonor Ballesteros                                                                         | Elenco Principal (Temporada 1-3); Telenovela                                                                      |
| 2014          | Made In Cartagena                 | Flora María Díaz                                                                           | Protagonista; Telenovela                                                                                          |
| 2016–2018     | Sin senos sí hay paraíso          | Catalina Santana / Agente Virginia Fernández de Sanín                                      | Protagonista (Temporada 2-3); Invitada Estelar (Temporada 1); Telenovela                                          |
| 2019          | El final del paraíso              | Catalina Santana / Agente Virginia Fernández de Sanín                                      | Protagonista; Telenovela                                                                                          |
| 2021          | Café con aroma de mujer           | Lucía Sanclemente de Vallejo                                                               | Antagonista; Telenovela                                                                                           |
| 2021–2022     | Escuela imparables                | Ella misma                                                                                 | Presentadora; Reality Show                                                                                        |
| 2022          | Hasta que la plata nos separe     | Alejandra Maldonado                                                                        | Protagonista; Telenovela                                                                                          |
| 2022          | Aló, ¿quién es?                   | Alejandra Maldonado                                                                        | Unitario; Serie web                                                                                               |
| 2022–presente | Top Chef VIP                      | Ella misma                                                                                 | Presentadora; Reality Show                                                                                        |

## Premios y nominaciones
| Año  | Premio                    | Categoría                                                | Trabajos                          | Resultados |
| ---- | ------------------------- | -------------------------------------------------------- | --------------------------------- | ---------- |
| 2012 | Premios Tu Mundo          | La pareja perfecta (con Jencarlos Canela)                | Mi corazón insiste en Lola Volcán | Nominados  |
| 2012 | Premios Tu Mundo          | El mejor beso (con Jencarlos Canela)                     | Mi corazón insiste en Lola Volcán | Nominados  |
| 2013 | Premios People en Español | Mejor actriz de reparto                                  | El Señor de los Cielos            | Nominada   |
| 2014 | Premios Tu Mundo          | Protagonista favorita                                    | El Señor de los Cielos            | Nominada   |
| 2015 | Premios Tu Mundo          | Mejor protagonista - Súper serie                         | El Señor de los Cielos            | Nominada   |
| 2015 | Premios Tu Mundo          | La pareja perfecta (con Rafael Amaya)                    | El Señor de los Cielos            | Nominados  |
| 2016 | Miami Life Awards         | Mejor actriz principal en una telenovela                 | El Señor de los Cielos            | Nominada   |
| 2017 | Premios Tu Mundo          | I'm Sexy and I know it                                   | Sin senos sí hay paraíso          | Ganadora   |
| 2018 | Premios TVyNovelas        | Protagonista femenina favorita de telenovela o serie     | Sin senos si hay paraíso          | Ganadora   |
| 2022 | Premios India Catalina    | Mejor actriz antagónica de telenovela, serie o miniserie | Café con aroma de mujer           | Ganadora   |